# Croix de guerre (Norvège)
Pour les articles homonymes, voir Croix de guerre.
La croix de guerre norvégienne est la plus haute distinction de l’État ; c'est une décoration militaire qui est décernée pour bravoure exceptionnelle et fait de commandement (leadership).
Elle a été décernée à 281 personnes et sept drapeaux. Elle est attribuée par le roi et son conseil. Elle fut créée en 1941 par Haakon VII de Norvège.

## Description

Ruban de la croix de guerre norvégienne.

Croix tréflée ou croix d'Olaf en bronze avec dessus et en relief le blason de la Norvège. Le revers est vierge. Le ruban est aux couleurs du drapeau norvégien et est relié à la croix par une couronne de lauriers pour symboliser le courage. Elle peut être livrée avec une ou plusieurs épées.

## Épée
De 1941 à 1945 la croix de guerre a été décernée avec ou sans épée. Par la suite elle ne le fut plus qu'avec épée. À l'origine elle était attribuée, plus d'une fois, avec une étoile sur la bande. Ayant plusieurs fabricants il peut y avoir des variations de forme.

## Attributions
Les premières furent attribuées aux soldats Alliés débarqués en Norvège, Français, Polonais et du Royaume-Uni.
Parmi les officiers français qui ont été décorés à la lumière de leurs efforts en Norvège figurent : le lieutenant-colonel Raoul Magrin-Vernerey, les capitaines Dimitri Amilakvari, Maurice Duclos, Pierre de Hauteclocque, André Lalande, Pierre-Olivier Lapie, Alexandre de Knorré et les lieutenants Michel Stahl, Bernard André de Saint-Hillier. Le major-général français Antoine Béthouart a reçu la croix militaire en avril 1943, tandis que le général polonais Władysław Sikorski a été honoré post-mortem, en août 1943. En outre, des soldats français ont reçu la croix militaire après la guerre, lors d'une cérémonie à Oslo en 1946, par exemple Jean Marcel Arsène Oudin.
Parmi les récipiendaires, il y a 126 étrangers :
- 66 Français :
  - 7 drapeaux et bannières (Légion étrangère et chasseurs alpins) :
    - Le drapeau des chasseurs alpins,
    - Le drapeau de la 13e demi-brigade de Légion étrangère,
    - Le fanion du 1er bataillon de la 13e demi-brigade de Légion étrangère,
    - Le fanion du 2e bataillon de la 13e demi-brigade de Légion étrangère,
    - Le fanion du 6e bataillon de chasseurs alpins,
    - Le fanion du 12e bataillon de chasseurs alpins,
    - Le fanion du 14e bataillon de chasseurs alpins ;

- 42 Britanniques ;
- 13 Polonais ;
- 2 Américains ;
- 1 Danois ;
- 1 Grec ;
- 1 Canadien.